# La nuit est à nous (film, 1930)
Pour les articles homonymes, voir La nuit est à nous.
Pour plus de détails, voir Fiche technique et Distribution.
La nuit est à nous est un film français réalisé, en deux versions en 1929, par Roger Lion  pour la version française, Carl Froelich et Henry Roussell pour la version allemande (Die Nacht gehört uns), sorti en 1930. La nuit est à nous est considéré comme la plus grande superproduction française entièrement parlante, avec enregistrement direct du son pendant le filmage.

## Synopsis
Une jeune fille prenant part à une course automobile, capote et, blessée, est secourue par un inconnu. Celui-ci, certain que les blessures sont légères, disparait. Ils se retrouvent peu après, mais il est marié et elle l'ignore.

## Fiche technique
- Réalisation : Roger Lion (version française), Carl Froelich et Henry Roussell (version allemande)
- Scénario et Adaptation : Walter Reisch, Walter Supper (de) (non crédités) et Henry Kistemaeckers d'après sa pièce de théâtre
- Dialogue : Henry Kistemaeckers
- photographie : Georges Asselin, Lucien Bellavoine, Charles Métain et Reimar Kuntze
- Musique : Hansom Mide-Meissner
- Production : Les Films P.J. de Venloo, Carl Froelich Films, Lutèce Film
- Format : Noir et blanc -  Son mono (Tobis-Klangfilm) - 1,20:1 - 35 mm
- Tournage en Allemagne  République de Weimar
- Genre : Drame
- Durée : 100 minutes
- Affiche : René Péron (France)

## Distribution
- Marie Bell : Bettine Barsac
- Henry Roussell : Léon Grandet
- Jean Murat : Henry Brécourt
- Mary Costes : Mme Brécourt
- May Vincent : Odette Thompson
- Kitty Kelly : Maud Sarazin
- Jim Gérald : M. Barsac, père
- Vony Myriame